# Kleine Naturwissenschaftliche Bibliothek
Die Kleine Naturwissenschaftliche Bibliothek (KNB) war eine Buchreihe, die zwischen 1962 und 1990 in der DDR erschien.
Die Veröffentlichungen begannen 1962 in der Akademischen Verlagsgesellschaft Geest & Portig Leipzig (ab Band 2 unter dem Imprint und ab Band 7 im B. G. Teubner Verlag Leipzig) mit den Reihen „Physik“ und „Mathematik“. Ab 1965 wurde unter dem Imprint „Akademische Verlagsgesellschaft Geest & Portig Leipzig“ zusätzlich die Reihe „Biologie“ herausgegeben.
Die Titel erschienen als Taschenbücher im Format 19 × 12 cm mit einem Umfang von etwa 50 bis teilweise über 300 Seiten. Der Einband war ursprünglich laminiert, einfarbig mit einem schwarzen oberen Rand mit der Bezeichnung der Buchreihe und der Reihenbezeichnung in einem weißen Rechteck. Von der Reihe „Mathematik“ erschienen bis 1977 acht Titel, von der Reihe „Biologie“ bis 1972 fünf Titel.
Die Reihe „Physik“ wurde zunächst unter dieser Bezeichnung und in dieser Gestaltung weitergeführt. Ab 1977/1978 war der Einband kartoniert mit zwei orangefarbenen Streifen oben (mit Bezeichnung der Buchreihe und Verlagsangabe) und unten (mit Autor/en und Titel) und einem Bild in der Mitte. Die Reihenbezeichnung wurde weggelassen und das inhaltliche Spektrum auf allgemeinere naturwissenschaftliche Themen erweitert. Auch Neuauflagen vorheriger Bände wurden mit dem neuen Einband veröffentlicht.
Autoren der Bücher waren größtenteils sowjetische Wissenschaftler, die Originalausgaben erschienen meist im sowjetischen Wissenschafts- und Technikverlag „Mir“ in Moskau. Mehrere Titel erschienen als Gemeinschaftsausgabe der Verlage B. G. Teubner und Mir. Lizenzausgaben einiger Titel erschienen in Verlagen der BRD, so im Verlag Harri Deutsch in Frankfurt am Main.

## Titel der Kleinen Naturwissenschaftlichen Bibliothek
Erklärungen:
Jahr: Angabe des Jahres der ersten Auflage im Rahmen der KNB.
DNB/ISBN: Angabe des Eintrages der ersten Auflage in der Deutschen Nationalbibliothek und – wenn vorhanden – der ISBN.
Bemerkungen/Nachauflagen: Neben einer eventuellen Bemerkung wird die letzte verfügbare Nachauflage im Verlag B. G. Teubner angegeben. Nachauflagen in anderen Verlagen sind nicht erfasst.
| Nr.                   | Autor/en                                                                 | Titel | Jahr | DNB/ISBN                         | Bemerkungen/Nachauflagen                                                                                          |
| --------------------- | ------------------------------------------------------------------------ | --- | ---- | -------------------------------- | --- |
|                       |                                                                          | Reihe Physik Allgemeine Reihe                                                                                |      | DNB 010685243 DNB 010283528      | ISSN 0452-0688 ISSN 0232-346X                                                                                     |
| 01                    | Lew Landau, Juri Rumer                                                   | Was ist die Relativitätstheorie?                                                                             | 1962 | DNB 452686830                    | 13. Auflage 1989, ISBN 3-322-00445-7                                                                              |
| 02                    | Galina Makejewa, Michail Zedrik                                          | Verwunderliches aus der Physik                                                                               | 1963 | DNB 364366486                    | 3. Auflage 1981, DNB 208221387                                                                                    |
| 03                    | Wolfgang Naundorf                                                        | Abbildungstreue                                                                                              | 1963 | DNB 364424850                    | |
| 04                    | Leonid Kraismer                                                          | Bionik | 1964 | DNB 452559693                    | 2. Auflage 1967, DNB 457284285                                                                                    |
| 05                    | Petr Astaschenkow                                                        | Quanten-Elektronik                                                                                           | 1964 | DNB 450154572                    | |
| 06                    | Abram Tschudnowski                                                       | Was ist Agrophysik?                                                                                          | 1965 | DNB 450851117                    | |
| 07                    | Iwan Artamonow                                                           | Optische Täuschungen                                                                                         | 1967 | DNB 450148165                    | |
| 08                    | Ewgeni Schustorowitsch                                                   | Neues aus der Theorie der chemischen Bindung                                                                 | 1970 | DNB 458284998                    | |
| 08                    | Alexander Kompanejez                                                     | Was ist die Quantenmechanik?                                                                                 | 1967 | DNB 364288876                    | |
| 09                    | Leonid Kirenski                                                          | Magnetismus                                                                                                  | 1969 | DNB 457210729                    | |
| 10                    | Juri Klimontowitsch                                                      | Laser und nichtlineare Optik                                                                                 | 1971 | DNB 457230320                    | |
| 11                    | Gennadj Mjakischew                                                       | Was sind Elementarteilchen?                                                                                  | 1971 | DNB 457611936                    | |
| 12                    | Pjotr Makowezki                                                          | Schau den Dingen auf den Grund                                                                               | 1972 | DNB 750562285                    | = Verwunderliches aus der Physik 2 6. Auflage 1987, ISBN 3-322-00389-2                                            |
| 13                    | Manfred Gläser                                                           | Was ist Radiographie?                                                                                        | 1971 | DNB 456758992                    | |
| 14                    | László Egyed                                                             | Die Erdbeben und die Erde                                                                                    | 1971 | DNB 456512071                    | |
| 15                    | Erhard Hantzsche                                                         | Doppelplanet Erde – Mond                                                                                     | 1973 | DNB 740230212                    | 6. Auflage 1987, ISBN 3-322-00389-2                                                                               |
| 16                    | Nikolaj Sobolew                                                          | Die Laser und ihre Zukunft                                                                                   | 1972 | DNB 720220890                    | |
| 17                    | Alexander Kompanejez                                                     | Statistische Gesetze in der Physik                                                                           | 1972 | DNB 730211525                    | |
| 18                    | Bernd Müller                                                             | Grundzüge der Astronomie                                                                                     | 1973 | DNB 730343367                    | 5. Auflage 1984, DNB 840673248                                                                                    |
| 19                    | Juri Ostrowski                                                           | Dreidimensionale Bilder durch Holographie                                                                    | 1973 | DNB 364449233                    | |
| 20                    | Moissei Kaganow                                                          | Was sind Quasiteilchen?                                                                                      | 1973 | DNB 740152815                    | |
| 21                    | Wladimir Milantjew, Spartak Temko                                        | Plasmaphysik                                                                                                 | 1974 | DNB 740362747                    | |
| 22                    | Dmitri Martynow                                                          | Die Planeten. Gelöste und ungelöste Probleme                                                                 | 1974 | DNB 750122137                    | 2. Auflage 1976, DNB 760373965                                                                                    |
| 23                    | Adolf Butkewitsch, Moisei Selikson                                       | Ewige Kalender                                                                                               | 1974 | DNB 740509497                    | 6. Auflage 1989, ISBN 3-322-00393-0                                                                               |
| 24                    | Georg Dautcourt                                                          | Was sind Pulsare                                                                                             | 1974 | DNB 740447912                    | 5. Auflage 1987, ISBN 3-322-00412-0                                                                               |
| 25                    | Konstantin Kulikow, Nikolai Sidorenkow                                   | Planet Erde                                                                                                  | 1974 | DNB 740500244                    | 4. Auflage 1983, DNB 840728727                                                                                    |
| 26                    | Wiktor Lange                                                             | Physikalische Paradoxa und interessante Aufgaben                                                             | 1974 | DNB 760301514                    | = Verwunderliches aus der Physik 3 5. Auflage 1987, ISBN 3-322-00388-4                                            |
| 27                    | Anatoli Bogdanow                                                         | Laser lenken Flugkörper                                                                                      | 1976 | DNB 760376336                    | |
| 28                    | Roman Bogdanow                                                           | Vom Molekül zum Kristall                                                                                     | 1976 | DNB 760374058                    | |
| 29                    | Georg Dautcourt                                                          | Was sind Quasare?                                                                                            | 1976 | DNB 770699383                    | 4. Auflage 1987, ISBN 3-322-00324-8                                                                               |
| 30                    | Wassili Kusnezow                                                         | Kernenergie, Schatzkammer des 21. Jahrhunderts                                                               | 1975 | DNB 760369682                    | 3. Auflage 1978, DNB 790191873                                                                                    |
| 31                    | Michail Rawitsch                                                         | Die Rätsel Gondwanas. Über wandernde Kontinente und Ozeanböden                                               | 1975 | DNB 760366071                    | 3. Auflage 1979, DNB 800185323                                                                                    |
| 32                    | Christian Hänsel                                                         | Klimaänderungen. Erscheinungsformen und Ursachen                                                             | 1975 | DNB 750481552                    | |
| 33                    | Wladimir Gubarew                                                         | Kosmische Trilogie. Automatische Raumstationen im All, Raumfahrtunternehmen zum Mars, zum Mond und zur Venus | 1977 | DNB 780215885                    | 2. Auflage 1979, DNB 800190017                                                                                    |
| 34                    | Michail Sudo                                                             | Geologie für alle                                                                                            | 1976 | DNB 770202209                    | |
| 35                    | Wladimir Scharkow                                                        | Der innere Aufbau von Erde, Mond und Planeten                                                                | 1976 | DNB 770202179                    | 2. Auflage 1979, DNB 800376633                                                                                    |
| 36                    | Werner Holzmüller                                                        | Unsere Umwelt, ihre Entwicklung und Erhaltung                                                                | 1977 | DNB 770258522                    | 4. Auflage 1987, ISBN 3-322-00394-9                                                                               |
| 37                    | Wiktor Komarow                                                           | Neue unterhaltsame Astronomie                                                                                | 1977 | DNB 780215907                    | enthält vier Science-Fiction-Erzählungen 5. Auflage 1990, ISBN 3-322-00739-1                                      |
| 38                    | Wiktor Lange                                                             | Physikalische Knobeleien                                                                                     | 1977 | DNB 780215893                    | 5. Auflage 1985, DNB 850562597                                                                                    |
| 39                    | Wiktor Komarow                                                           | Auf den Spuren des Unendlichen                                                                               | 1978 | DNB 780408268                    | |
| 40                    | Peter Hupfer                                                             | Die Ostsee. Kleines Meer mit großen Problemen                                                                | 1978 | DNB 780408829                    | 4. Auflage 1984, DNB 840673752                                                                                    |
| 41                    | Rudolf Meinhold, Herbert Pätz                                            | Erdöl und Erdgas vom Plankton bis zur Pipeline                                                               | 1978 | DNB 780441265                    | 3. Auflage 1987, ISBN 3-322-00439-2                                                                               |
| 42                    | Helmold Biehl, Werner Zier                                               | Röntgenstrahlen, ihre Anwendung in Medizin und Technik                                                       | 1980 | DNB 800432118                    | |
| 43                    | Juri Pskowski                                                            | Novae und Supernovae. Ursachen und Folgen von Sternexplosionen                                               | 1978 | DNB 790212366                    | |
| 44                    | Kirill Ljubimow, Sergei Nowikow                                          | Einfache elektrische Stromkreise – keine Angst vor Schaltalgebra                                             | 1980 | DNB 810055368                    | 2. Auflage 1985, DNB 850991137                                                                                    |
| 45                    | Samuel Kaplan                                                            | Physik der Sterne                                                                                            | 1980 | DNB 810039680                    | 2. Auflage 1986, DNB 840725663                                                                                    |
| 46                    | Igor Galkin, Walentin Schwarew                                           | Reise zum Mittelpunkt des Mondes                                                                             | 1980 | DNB 810046156                    | 2. Auflage 1983, DNB 840828322                                                                                    |
| 47                    | Igor Nowikow                                                             | Schwarze Löcher im All                                                                                       | 1981 | DNB 810959798                    | 4. Auflage 1989, ISBN 3-322-00326-4                                                                               |
| 48                    | Choren Pogosjan                                                          | Umweltfaktor Atmosphäre                                                                                      | 1981 | DNB 820026131                    | |
| 49                    | Ulrich Röseberg                                                          | Philosophie und Physik. Atomismus in 3 Jahrtausenden                                                         | 1982 | DNB 821210114                    | |
| 50                    | Rudolf Meinhold                                                          | Energie aus der Tiefe der Erde                                                                               | 1981 | DNB 820366609                    | 2. Auflage 1984, DNB 840456409                                                                                    |
| 51                    | Rudolf Meinhold                                                          | Energie aus der Tiefe der Erde                                                                               | 1981 | DNB 820366609                    | 2. Auflage 1984, DNB 840456409                                                                                    |
| 52                    | Igor Nowikow                                                             | Evolution des Universums                                                                                     | 1982 | DNB 830541446                    | 2. Auflage 1986, DNB 870840002                                                                                    |
| 53                    | Boris Kogan                                                              | Hundert Aufgaben zur Elektrizität                                                                            | 1983 | DNB 840735766                    | |
| 54                    | Siegfried Anders                                                         | Rund um das Wasser. Ein physikalischer Streifzug                                                             | 1983 | DNB 840104502                    | 3. Auflage 1990, ISBN 3-322-00785-5                                                                               |
| 55                    | Iossif Slobodezki, Lew Aslamasow                                         | Nachgedacht und mitgemacht. Kniffliges aus der Physik                                                        | 1984 | DNB 850651794                    | |
| 56                    | Georg Sorge, Peter Hauptmann                                             | Ultraschall in Wissenschaft und Technik                                                                      | 1985 | DNB 860066738                    | |
| 57                    | Siegfried Anders                                                         | Weil die Erde rotiert                                                                                        | 1985 | DNB 860070166                    | |
| 58                    | Herbert Pätz, Jochen Rascher, Andreas Seifert                            | Kohle. Ein Kapitel aus dem Tagebuch der Erde                                                                 | 1986 | DNB 870157639 ISBN 3-322-00320-5 | 2. Auflage 1989, ISBN 3-322-00320-5                                                                               |
| 59                    | Georgi Pokrowski                                                         | Explosion und Sprengung                                                                                      | 1985 | DNB 861226445                    | |
| 60                    | Michail Marow                                                            | Die Planeten des Sonnensystems                                                                               | 1987 | DNB 880836210 ISBN 3-322-00316-7 | |
| 61                    | Christian Spiering                                                       | Auf der Suche nach der Urkraft                                                                               | 1986 | DNB 861189051 ISBN 3-322-00315-9 | |
| 62                    | Igor Resanow                                                             | Die Entstehung der Ozeane                                                                                    | 1987 | DNB 880578580 ISBN 3-322-00395-7 | |
| 63                    | Lew Tarassow, Aldina Tarassowa                                           | Der gebrochene Lichtstrahl                                                                                   | 1988 | DNB 881233064 ISBN 3-322-00391-4 | |
| 64                    | Juri Ostrowski                                                           | Holografie. Grundlagen, Experimente und Anwendungen                                                          | 1987 | DNB 880323019 ISBN 3-322-00390-6 | 2. Auflage 1989, ISBN 3-322-00390-6                                                                               |
| 65                    | Wladimir Braginski, Alexandr Polnarjow                                   | Der Schwerkraft auf der Spur                                                                                 | 1989 | DNB 891541586 ISBN 3-322-00514-3 | |
| 66                    | Igor Dawidenko                                                           | Die Erde – unser Haus. Nutzung und Schutz der Naturreichtümer                                                | 1990 | DNB 910177686 ISBN 3-322-00660-3 | |
| 67                    | Siegfried Anders                                                         | Reisebegleiter Physik                                                                                        | 1989 | DNB 891321187 ISBN 3-322-00688-3 | |
| 68                    | Volker Hoffmann                                                          | Energie aus Sonne, Wind und Meer                                                                             | 1990 | DNB 901287539 ISBN 3-322-00764-2 | |
| 70                    | Uwe Feister                                                              | Ozon – Sonnenbrille der Erde                                                                                 | 1990 | DNB 901431346 ISBN 3-322-00763-4 | |
| [ A 2 ]               | Jakow Kaz, Wladimir Koslow, Natalja Makarowa, Jewgenij Sulidi-Kondratjew | Geologen studieren die Planeten                                                                              |      |                                  | Original: Кац, Козлов, Макарова, Сулиди-Кондратьев: Геологи изучают планеты. Nedra, Moskau 1984, OCLC 1077085067. |
| [ A 3 ]               | Klaus Herrmann                                                           | Bilder, Bits und Quanten. Ein Streifzug durch die Optoelektronik                                             |      |                                  | Original: Deutsch, Frankfurt am Main 1990, ISBN 3-8171-1133-9.                                                    |
| Anmerkungen: 1. 2. 3. |                                                                          | |      |                                  | |
|                       |                                                                          | Reihe Mathematik                                                                                             |      | DNB 012852651                    | ISSN 0452-067X |
| 01                    | Jelena Wentzel                                                           | Elemente der Spieltheorie                                                                                    | 1962 | DNB 455215359                    | 5. Auflage 1976, DNB 770081347                                                                                    |
| 02                    | Alekseij Barsow                                                          | Was ist Lineare Programmierung?                                                                              | 1962 | DNB 450235394                    | 3. Auflage 1966, DNB 455611920                                                                                    |
| 03                    | Maximilian Miller                                                        | Rechenvorteile                                                                                               | 1963 | DNB 364400293                    | = Mathematische Schülerbücherei 14 8. Auflage 1987, ISBN 3-322-00378-7                                            |
| 04                    | Jelena Wentzel                                                           | Elemente der dynamischen Optimierung                                                                         | 1966 | DNB 458504181                    | |
| 05                    | Naum Wilenkin                                                            | Methoden der schrittweisen Näherung                                                                          | 1974 | DNB 760016496                    | |
| 06                    | Ilja Bakelman                                                            | Spiegelung am Kreis. Grundlagen und Anwendungen                                                              | 1976 | DNB 760248923                    | |
| 07                    | Paul Halmos                                                              | Wie schreibt man mathematische Texte                                                                         | 1977 | DNB 780143671                    | |
| 08                    | Klaus-Günter Steinert                                                    | Sphärische Trigonometrie. Mit einigen Anwendungen aus Geodäsie, Astronomie und Kartographie                  | 1977 | DNB 770347843                    | |
|                       |                                                                          | |      |                                  | |
|                       |                                                                          | Reihe Biologie                                                                                               |      | DNB 012852570                    | ZDB-ID 531808-7                                                                                                   |
| 01                    | Ursula Nürnberg                                                          | Biologie und Geschichte unserer Kulturpflanzen                                                               | 1965 | DNB 453615392                    | |
| 02                    | István Krompecher                                                        | Form und Funktion in der Biologie                                                                            | 1966 | DNB 457301872                    | |
| 03                    | Klaus Odening                                                            | Entwicklungswege der Schmarotzerwürmer oder Helminthen                                                       | 1969 | DNB 457724617                    | |
| 04                    | Benno Parthier, Reinhold Wollgiehn                                       | Von der Zelle zum Molekül. Einführung in die Molekularbiologie                                               | 1971 | DNB 457767030                    | |
| 05                    | Brúnó Straub                                                             | Enzyme, Moleküle, Lebenserscheinungen                                                                        | 1972 | DNB 730055833                    | |